# Masdevallia leonii
Masdevallia leonii är en orkidéart som beskrevs av David Edward Bennett och Eric Alston Christenson. Masdevallia leonii ingår i släktet Masdevallia och familjen orkidéer.
Artens utbredningsområde är Peru. Inga underarter finns listade i Catalogue of Life.